# Trzebieszowice (stacja kolejowa)
Trzebieszowice (dawniej Kunzendorf) – stacja kolejowa w Trzebieszowicach, w województwie dolnośląskim, w powiecie kłodzkim.
W oczekiwaniu na przejęcie a następnie rewitalizację linii Kłodzko – Stronie Śląskie Koleje Dolnośląskie uruchomiły we wrześniu 2022 zastępcze połączenie autobusowe na linii Kłodzko – Stronie Śląskie, wpisane do rozkładu jazdy pociągów. W 2022 roku wymiana pasażerska na stacji wyniosła 0-9 osób. 

## Lokalizacja
Stacja kolejowa położona na linii kolejowej nr 322 z Kłodzka do Stronia Śląskiego. Znajduje się w południowej części wsi, na niezelektryfikowanej trasie o znaczeniu lokalnym.

## Budynek stacyjny
Budynek stacyjny był identyczny do takich samych budowli, jakie stoją do dziś w Żelaźnie czy Ołdrzychowicach Kłodzkich. Spłonął on w 1996 r., a jego ruiny rozebrano. Na kompleks stacyjny składały się: dom dróżnika, domu mieszkalny pracowników kolejowych, magazyn, szalet i wieża ciśnień.

## Historia
Pod koniec XIX w. przystąpiono do budowy tzw. Kolei Doliny Białej Lądeckiej. Związane to było ze zwiększającym się ruchem pasażerskim, głównie do cieszącego się wówczas popularnością uzdrowiska w Lądku Zdroju. Jedną ze stacji wybudowano w Trzebieszowicach.
Po II wojnie światowej i przejęciu ziemi kłodzkiej przez Polskę przemianowano stację na Trzebieszowice. Od 15 marca 2004 r. na trasie tej nie kursują żadne pociągi pasażerskie, które zostały zastąpione przez Kolejową Komunikacją Autobusową.

## Architektura
Pochodzący z 1897 roku budynek jest wzniesiony na planie prostokąta, ma konstrukcję szkieletową, płytką wiatę poczekalni i wysuniętą ryzalitowo dyżurkę zawiadowcy. Budynek nakryty jest dachem dwuspadowym z naczółkami.